# Маркс, Деннис Ховард
Деннис Ховард Маркс (англ. Dennis Howard Marks) (13 августа 1945, Кенвиг-Хилл (см. en:Kenfig) рядом с Бриджендом, Уэльс — 10 апреля 2016) — британский торговец марихуаной и гашишем, антипрогибиционист, предприниматель, мемуарист, диджей.

## Биография
Родился в посёлке Кенвиг-Хилл (Уэльс, Великобритания) в семье шкипера торгового флота. С 1964 года изучал физику и философию в оксфордском Баллиол-колледже. Здесь же познакомился с марихуаной и получил первый опыт нелегальной торговли. В начале 1970-х, сотрудничая одновременно с ирландскими сепаратистами и британской секретной службой MI6, наладил крупнотоннажный ввоз гашиша через Ирландию в Великобританию, Европу и США.
В 1973 году Маркс был впервые арестован, получил два года условно и перешел на нелегальное положение. С тех пор сотрудничал с ЦРУ, сицилийской мафией, якудзой, «Братством вечной любви», основал 25 фиктивных фирм, имел документы на 40 фамилий и множество псевдонимов, самым известным из которых был «мистер Найс» (Mr. Nice). Грузы гашиша, которыми он оперировал, достигали 50 тонн. Американская антинаркотическая организация ДЕА считает Маркса ответственным за 10 % всего мирового оборота гашиша с середины 1970-х по середину 1980-х годов.
В 1987 году Маркс был арестован в Испании, вывезен в США и приговорен к 25 годам лишения свободы. Однако уже в 1995 году его депортировали в Великобританию. Маркс являлся активным деятелем антипрогибиционистского движения, занимался предпринимательством, известен как автор популярной книги мемуаров «Mr. Nice», выпущенной в 1997 году.
Скончался 10 апреля 2016 года в Южном Уэльсе.

## Деннис Маркс в культуре
- «Мистер Ганджубас» (Mr. Nice), роль Маркса исполнил уэльский актёр Рис Иванс.